# Угрешская улица (Дзержинский)
Угре́шская улица — одна из основных улиц подмосковного города Дзержинский, проходящая в северной части города.

## Описание
Расположена в северной части города Дзержинский. Улица — объездная транспортная магистраль, образует северную часть общегородского транспортного кольца. Южную сторону улицы формирует многоэтажная жилая застройка. К северу от улицы расположена зона отдыха, в том числе и Большой Дзержинский карьер, входящий в состав Люберецких карьеров.
Начинается от круговой развязки с улицей Ленина, идёт на юго-восток, к северу к улице примыкает Угрешский проезд, улица Доркина; к юга по ходу движения — Поклонная улица, Лазуринский бульвар. Заканчивается переходом в Лесную улицу.

## Примечательные здания и сооружения
В начале 2000-х годов улица появилась в городе, с тех пор на ней появилось много современных зданий.
Основные здания и сооружения:
• стела г. Дзержинский
• набережная к Большому Дзержинскому карьеру
• памятник Н. Н. Лазурину
• на перекрестке улиц Угрешская и Доркина, стоит скульптура Аисты
• дом 5 — АЗС «Ортк»
• дом 5А — торговый центр «Круг»
• дом 5Б — ресторан «Берег»
• дом 15А — Торгово-деловой центр «Сити»
• дом 15Б — «Ашан»
• дом 16 — «Дикси», кафе «Встреча»
• дом 19 — Горнолыжный комплекс «Фристайл», Горнолыжная школа «Снегири»
• дом 22 — Клиника новых технологий медицины (НТМ), МФЦ
• дом 26В — «Управление градостроительства Администрации г. Дзержинский»
• дом 30 — офис застройщика ХСТФ «Фобос»
• дом 32 — Медицинский центр «Аист Мед», МФЦ (является самым большим домом в городе)
• дом 32с2 — Детский сад № 11 «Умка»
• дом 34 — «Чижик»